# Sebastian Sorsa
Sebastian Sorsa (* 25. Januar 1984 in Helsinki) ist ein finnischer ehemaliger Fußballspieler. Der Verteidiger spielte auch einige Male für sein Heimatland.

## Werdegang

### Als Vereinsspieler
Sorsa begann seine Fußballkarriere bei Vereinen seiner Heimatstadt Helsinki, darunter PK-35 Vantaa und dem FC Jokerit. Aus der dortigen U19 kam er zum Jahreswechsel 2001/02 zur U19 des HJK Helsinki. 2004 bekam er beim Verein seinen ersten Profivertrag. 2006 gewann er mit der Mannschaft den Finnischen Fußballpokal. Nach drei Jahren und 83 Einsätzen in der Veikkausliiga wechselte Sorsa zu Leeds United. Nach nur einem halben Jahr dort ohne einen Einsatz für Leeds wechselte er zu Hamilton Academical, wo er aber auch nur zwei Spiele bestritt. im Januar 2009 kam er zurück zu HJK Helsinki. Mit der Mannschaft gewann er 2009 den Finnischen Meistertitel. Diesen Erfolg wiederholte er 2010 und 2011. 2015 gewann er mit dem Team den Finnischen Ligapokal. Insgesamt errang er mit seiner Mannschaft sechs Meisterschaften.

### Als Nationalspieler
Sorsa spielte zwischen 2005 und 2007 für die finnische U-21-Nationalmannschaft. Am 18. Januar 2010 gab er sein Debüt in der A-Nationalmannschaft beim Freundschaftsspiel gegen Südkorea.

## Erfolge
mit HJK Helsinki
- Finnische Meisterschaft: 2009, 2010, 2011, 2012, 2013, 2014
- Finnischer Fußballpokal: 2006
- Finnischer Ligapokal: 2015